# محمدلی (بردع)
محمدلی (به ترکی آذربایجانی: Məmmədli) یک منطقه مسکونی در جمهوری آذربایجان است که در شهرستان بردع واقع شده است. محمدلی ۱۲۸۴ نفر جمعیت دارد.